# Experimentos galvánicos

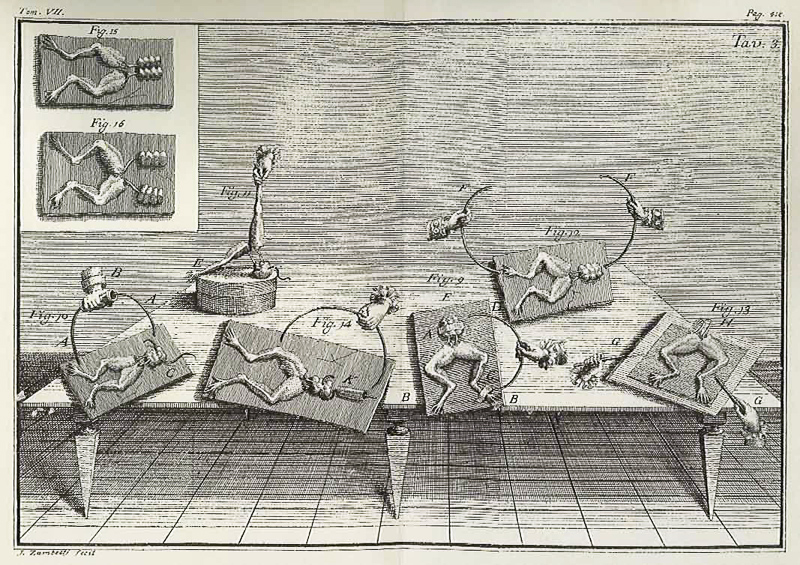
Galvanismo

Experimentos galvánicos es como se conocen a los experimentos realizados por el médico, fisiólogo y físico italiano Luigi Galvani, en los que demostró que por medio de descargas eléctricas pequeñas se generaban ciertas reacciones en los músculos de los seres vivos, dando las primeras pistas de la existencia de electricidad en la actividad neurológica de estos especímenes y los primeros indicios de la naturaleza eléctrica de los impulsos nerviosos en el organismo. 
Conocidos principalmente por la obra Frankenstein o el moderno Prometeo, de la escritora inglesa Mary Shelley, en la que presenta un oscuro experimento en el que mediante descargas eléctricas, se le da vida a un ser formado de partes humanas. Afirmando una vez más la influencia de los experimentos de Luigi Galvani incluso en la literatura de la época.   

## Contenido
En la década de 1780, el doctor Luigi Galvani inició con sus experimentos luego de encontrar una reacción tan extraña en una rana que disecaba en su laboratorio, por equivocación, esta recibió una pequeña descarga eléctrica que hizo que su pata se contrajera. Ante este suceso, el doctor Galvani inició una serie de pruebas usando pequeñas descargas eléctricas en animales obteniendo siempre el mismo resultado, pequeñas convulsiones espontáneas al momento de recibir los choques eléctricos. 
Los experimentos galvánicos se hicieron famosos luego que en el año de 1791 el doctor Galvani publicara su ensayo Comentario sobre el efecto de la electricidad en la movilidad muscular, en el que daba a conocer lo que el nombró “la fuerza vital” que gobernaba los organismos. 
De estos experimentos surge la teoría del Galvanismo, la cual sostenía que el cerebro de los animales producía electricidad que transmitía a los nervios, y estos a su vez a los músculos, permitiendo los movimientos.  Debido a la gran acogida que tuvo el galvanismo a finales del siglo XVIII e inicios del XIX, algunos científicos empezaron a realizar estos experimentos con seres humanos, esperando arreglar algunos problemas de parálisis o la reanimación de un cuerpo humano. 
Uno de los experimentos galvánicos que se hizo público y tuvo gran impacto en la sociedad de la época, fue el del físico italiano Giovanni Aldini, sobrino de Galvani, que en 1803 llevó a Londres una serie de experimentos con cabezas de bueyes y cuerpos humanos, en los que obtenía ciertas reacciones espontáneas, que podían parecer como si los animales volvieran a la vida. El principal experimento de Aldini fue cuando utilizó la electricidad para intentar reanimar a un condenado a la horca, el inglés George Forster, dando como resultado un espectáculo en el cual, al poner varillas conectadas a una batería, en ciertas partes del cuerpo de Forster, presentaba reacciones como movimientos en la mandíbula o hasta movimientos de las extremidades con cierta fuerza, que hacían creer que el muerto en algún momento había vuelto a la vida. 
Los experimentos galvánicos, fueron los primeros pasos en el estudio del sistema nervioso y la neurología.